# Microgale jobihely
Espèce
Répartition géographique
Statut de conservation UICN

 EN B1ab(iii) : En danger
Microgale jobihely est une espèce de petits mammifères insectivores de la famille des Tenrecidae. Cette musaraigne est endémique de Madagascar.

## Systématique
L'espèce Microgale jobihely a été décrite en 2006 par Steven M. Goodman, Christopher John Raxworthy, C. P. Maminirina et Link E. Olson (d).

## Publication originale
- (en) Steven M. Goodman, Christopher John Raxworthy, C. P. Maminirina et Link E. Olson, « A new species of shrew tenrec (Microgale jobihely) from northern Madagascar », Journal of Zoology: Proceedings of the Zoological Society of London, Wiley-Blackwell, vol. 270, no 2,‎ 22 septembre 2006, p. 384-398 (DOI 10.1111/J.1469-7998.2006.00146.X).